# Tsu Chung-Chi (cráter)

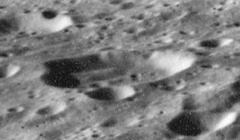
Imagen oblicua tomada desde el Apolo 16, mirando al este

Tsu Chung-Chi es un cráter de impacto relativamente pequeño, perteneciente a la cara oculta de la Luna. Se encuentra al oeste-suroeste del cráter Leonov, y al noreste de la gran planicie amurallada de Mendeleev. Al norte de Tsu Chung-Chi se halla el Mare Moscoviense, uno de los pocos maria del lado oculto de la Luna.
Es un impacto con forma de cuenco que es ligeramente alargado hacia el noroeste. Ha sufrido alguna erosión, con un pequeño cráter en forma de copa que penetra ligeramente en el borde sur, y varios diminutos cráteres dentro del interior. Las paredes interiores son pendientes sencillas hasta la plataforma central, careciendo de otros rasgos significativos.
Este cráter es uno de los cerca de 500 elementos identificados en las fotografías de la cara oculta de la Luna tomadas por la misión Luna 3 en 1959, que tomó su nombre del matemático y astrónomo chino Zu Chongzhi. De acuerdo con las memorias de Boris Chertok, que estaba estrechamente involucrado con la misión Luna 3, fue necesario realizar complejas negociaciones políticas para escoger este nombre:

Finalmente, la Comisión Kéldysh recibió una aprobación y obtuvo una decisión del Presidium de la Academia de Ciencias de Rusia para nombrar los cráteres en memoria de destacados científicos y figuras culturales: Giordano Bruno, Jules Verne, Hertz, Kurchatov, Lobachevsky, Maxwell, Mendeleev, Pasteur, Popov, Skłodowska-Curie, Zu Chongzhi y Edison.

Según lo informado por "fuentes fiables", la figura más polémica fue Zu Chongzhi. Se decía que este matemático del siglo V era famoso en China, pero ninguno de mis amigos matemáticos fue capaz de explicar por qué era famoso. Pero no podíamos ofender a China, un país grande y amistoso. Las instrucciones del Comité Central exigían que la lista incluyera un americano y un chino. Era fácil elegir a un americano - todo el mundo estaba de acuerdo con incluir a Edison. Pero en cuanto a los chinos, me dijeron que teníamos que consultar con el embajador chino en Moscú, que a su vez, envió una solicitud a Pekín.

## Cráteres satélite
Por convención estos elementos son identificados en los mapas lunares poniendo la letra en el lado del punto medio del cráter que está más cercano a Tsu Chung-Chi.

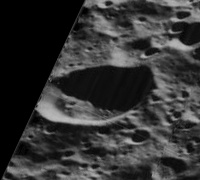
Imagen oblicua de la misión Lunar Orbiter 5

|               | \| Tsu Chung-Chi \| Coordenadas \| Diámetro \| \| ------------- \| ------------------------------ \| -------- \| \| W \| 18°30′N 143°18′E / 18.5, 143.3 \| 24 km \| |          |
| Tsu Chung-Chi | Coordenadas | Diámetro |
| W             | 18°30′N 143°18′E / 18.5, 143.3 | 24 km    |